# Lacul de acumulare Nipru
Lacul de acumulare Nipru (în ucraineană Дніпровське водосховище, transliterat: Dniprovs'ke vodoshovîșce) este un lac de acumulare și poartă numele râului Nipru din Ucraina. Este situat în regiunile Dnipropetrovsk și Zaporijjea. A fost creat în 1932 prin construcția Hidrocentralei Nipru.
Lacul de acumulare are 129 km lungime, are o lățime medie de 3,2 km (7 km maximal) și are o adâncime medie de 8 m (53 m maximal). Volumul total de apă este de 3,3 km³.
Lacul Lenin, care se întinde pe aproximativ zece kilometri la gura râului Samara, se varsă în capătul nordic al lacului. Prin crearea lacului de acumulare au fost inundate Pragurile Niprului de odinioară.

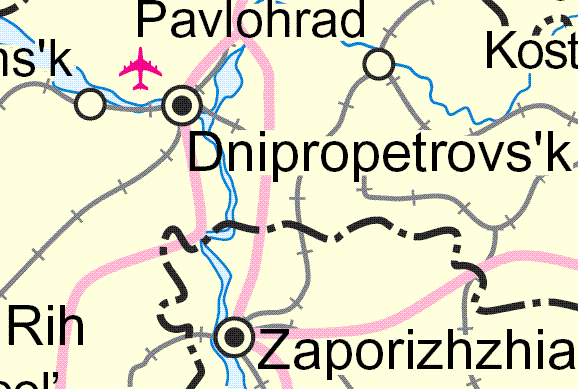
Harta lacului de acumulare Nipru.